# Windows Aero
Windows Aero este o interfață grafică informatică, și tema implicită a mai multor ediții ale lui Windows Vista și Windows 7, sistemele de operare realizate de Microsoft. Este disponibilă și în Windows Server 2008, dar nu este activată în mod implicit. Numele său este un acronim pentru Authentic, Energetic, Reflective and Open (Autentic, Energic, Reflexiv și Deschis). Destinată pentru a fi o interfață mai curată, mai puternică, mai eficientă și mult mai plăcută din punct de vedere estetic față de tema precedentă folosită (Luna), ea include transluciditate, miniaturi live, pictograme live și animații ]. Aero cuprinde de asemenea un set de interfețe create și programate de Microsoft Windows.

## Interfața utilizatorului
Pentru prima dată de la realizarea lui Windows 95, Microsoft a revizuit complet interfața grafică, acoperind părțile estetice, puncte de control precum butoane butoane radio, dialoguri de activități (task dialogs), wizards, dialoguri obișnuite, panouri de control, pictograme, fonturi, notificări ale utilizatorului, și "tonul" textului folosit.

### Fontul
Segoe UI este noul font implicit pentru Aero cu limbaje care folosesc caractere latine, grecești, și chirilice. Dimensiunea fontul este mărită, variând între 8pt și 9pt pentru a îmbunătăți lizibilitatea. În fontul Segoe UI, cifra "zero" ("0") este îngustă, pe când litera de tipar "O" este mai lată, și cifra "unu" ("1") are un cârlig în vârf, în timp ce litera de tipar "I" are două coroane egale: în vârf și la bază.